# Jonathan Pollard
Jonathan Pollard (ur. 7 sierpnia 1954 w Galveston) – amerykański analityk wywiadu marynarki wojennej USA, szpieg na rzecz Izraela.

## Życiorys
Urodzony 7 sierpnia 1954 roku w Galveston w żydowskiej rodzinie. Wychowywał się w South Bend w Indianie, jego ojciec wykładał biologię na Uniwersytecie Notre Dame. Początkowo uczył się w szkole publicznej, ale później przeniósł się do szkoły żydowskiej, rzekomo z powodu antysemityzmu innych uczniów. W młodości przebywał na obozie naukowym w Izraelu (1970), zwiedził także obóz koncentracyjny w Dachau, co umocniło w nim przywiązanie do narodowości żydowskiej. Studiował na Stanford University, rozpowszechniając wówczas fałszywe plotki o swojej pracy dla izraelskiego wywiadu. Miał także problemy z alkoholem i narkotykami. W 1976 roku ukończył studia i uzyskał stopień licencjata nauk politycznych. Kolejne dwa lata studiował prawo i dyplomację na bostońskim Uniwersytecie Tufts, jednak nie przystąpił do pisania pracy magisterskiej.
Przerwał studia i próbował podjąć pracę w CIA, ale z powodu zażywania narkotyków został odrzucony. 19 września 1979 roku został przyjęty do wywiadu marynarki wojennej jako analityk ds. ZSRR. Również w nowej pracy rozpowszechniał pogłoski o rzekomej współpracy z izraelskim wywiadem. Na początku lat 1980. komandor David Muller prowadził z nim rozmowę rekrutacyjną, Pollard opowiedział mu jednak w jej trakcie niewiarygodną historię o porwaniu narzeczonej i trwającym cały weekend jego rzekomym pościgu za porywaczami. Muller nie przyjął Pollarda do nowego zespołu, jednak nie podzielił się swoimi wątpliwościami co do kondycji psychicznej Pollarda ze swoimi zwierzchnikami. Pollard przedstawiał także inne nieprawdopodobne teorie, a raport z badania na wykrywaczu kłamstw z 1980 roku zawierał bezpośrednią konkluzję o jego niezrównoważeniu, jednakże nie podjęto wobec Pollarda żadnych kroków oprócz przeniesienia na mniej odpowiedzialne stanowisko i pozbawienia dostępu do najtajniejszych dokumentów. Nie chcąc się z tym pogodzić, zażądał oceny wojskowego psychiatry, który uznał go za całkowicie zdrowego. Pomimo tego wywiad nie zamierzał przywrócić mu poprzedniego statusu, więc Pollard pozwał wywiad. Równocześnie w tajemnicy przed wywiadem marynarki starał się o pracę w AIPAC, organizacji lobby proizraelskiego w Waszyngtonie.
Jednocześnie był doceniany w nowym dziale, uznano go za błyskotliwego i wyróżniającego się analityka. W styczniu 1982 roku odzyskał dostęp do najtajniejszych dokumentów, szybko awansował, ale stale miał problemy finansowe z powodu rozrzutności, które starannie ukrywał. Po zamachu na koszary amerykańskiej piechoty morskiej w Bejrucie (1983) wiosną 1984 roku trafił do nowej komórki ds. terroryzmu, uzyskując dostęp do wszystkich danych CIA, wywiadu wojskowego, wywiadu marynarki wojennej i NSA. To wówczas postanowił wykorzystać swą nową pozycję zawodową, by pomóc Izraelowi. W czerwcu 1984 roku spotkał się z płk. Aviemem Sellą i poinformował go wprost, że chce pracować dla Izraela. Od tego czasu wynosił z siedziby wywiadu liczne ściśle tajne dokumenty dotyczące polityki i militariów Bliskiego Wschodu, które były niezwykle ważne dla polityki Izraela. Początkowo pracował za darmo, z czasem zaczął brać od Izraelczyków pieniądze, jako że popadł w kłopoty finansowe.
Jego działalność przez pewien czas nie budziła podejrzeń wywiadu. Pollard z różnych agencji wywiadu wynosił duże ilości dokumentów (czasem kilka razy dziennie), które pakował do aktówki. Lista wyniesionych przez niego dokumentów nie jest znana, szczegóły w śledztwie i procesie zostały utajnione ze względu na ich znaczenie dla bezpieczeństwa USA, ale wiadomo, że znajdował się wśród nich RASIN, tj. podręcznik wywiadu elektronicznego NSA, dzięki któremu Izraelczycy mogli uniknąć podsłuchiwania przez Amerykanów i rozpocząć inwigilację za pomocą amerykańskich metod.
Oprócz współpracy z Izraelem Pollard zaproponował korespondentowi CBS w Afganistanie Kurtowi Lohbeckowi, by wspólnie sprzedali tajne dokumenty wywiadowi Pakistanu, a wobec odmowy zaproponował, by zostali pośrednikami w sprzedaży broni.
Wpadł przypadkiem w końcu 1985 roku, gdy kolega z biura zauważył, jak Pollard przekazuje żonie stertę dokumentów z klauzulą tajności, które miał zniszczyć. Wobec Pollarda wszczęto śledztwo, skontrolowano jego aktywność w wypożyczaniu dokumentów, zaczęto go inwigilować. Kilka dni później Pollard zorientował się, że został rozpracowany i 21 listopada wraz z żoną pojechał do ambasady Izraela, jednak nie zostali wpuszczeni na jej teren. Izraelczycy postanowili w ten sposób ratować pozycję państwa w stosunkach z USA. Rząd Izraela przyjął wówczas oficjalną wersję, że nadzorujący Pollarda agent działał samowolnie i bez zgody rządu.
W przeprowadzonym w 1987 roku procesie Pollard został skazany na karę dożywotniego pozbawienia wolności, a jego żona Anne dostała karę pięciu lat więzienia. W 1990 roku Pollard rozwiódł się z żoną, gdyż nie chciał, by była związana małżeństwem z więźniem. Izraelczycy kilkukrotnie zabiegali o jego ułaskawienie: w 1994 roku premier Icchak Rabin, a w 1999 roku premier Beniamin Netanjahu. W drugim przypadku prezydent Bill Clinton obiecał rozważyć ułaskawienie, jednak stanowczy opór stawił dyrektor CIA George Tenet, który zagroził dymisją w razie zastosowania łaski.
W 1995 roku Izrael przyznał Pollardowi obywatelstwo na wniosek jego prawnika, a trzy lata później publicznie władze tego kraju przyznały, że szpiegował na rzecz Izraela. 20 listopada 2015 roku zwolniony z więzienia.
Przez następne pięć lat, będąc na warunkowym zwolnieniu, był objęty dozorem elektronicznym, a jego komputery objęte były kontrolą. Po zakończeniu okresu zwolnienia warunkowego w grudniu 2020 roku przybył do Izraela powitany przez premiera Beniamina Netanjahu, który wręczył mu izraelski dowód tożsamości potwierdzający wcześniej nadane mu izraelskie obywatelstwo.